# A Star Is Born (Barbra Streisand e Kris Kristofferson)
A Star Is Born è un album in studio dei cantanti statunitensi Barbra Streisand e Kris Kristofferson, pubblicato nel novembre 1976 dalla Columbia Records. L'album contiene la colonna sonora del film del 1976 È nata una stella di cui i due artisti sono protagonisti.

## Descrizione
Oltre al pluripremiato film (vinse un premio Oscar con sei nomination e cinque Golden Globe), anche l'album ebbe un enorme successo sia di critica che di vendite, rimase in testa alle chart statunitensi per sei settimane e rimase nella classifica Billboard 200 per ben cinquantuno settimane fu inoltre disco d'oro e di platino, il brano Love Theme from A Star Is Born (Evergreen)  vinse un Grammy Award come miglior performance vocale femminile pop fu candidata anche come canzone dell'anno e ricevette una nomination speciale come migliore colonna sonora cinematografica e televisiva.

## Tracce
Lato A
1. Watch Closely Now – 3:40 (Paul Williams, Kenny Ascher)
2. Queen Bee – 3:49 (Rupert Holmes)
3. Everything – 3:41 (Rupert Holmes, Paul Williams)
4. Lost Inside of You – 2:53 (Barbra Streisand, Leon Russell)
5. Hellacious Acres – 2:49 (Paul Williams, Kenny Ascher)
6. Evergreen (Love Theme from A Star Is Born) – 3:04 (Barbra Streisand, Paul Williams)

Lato B
1. The Woman in the Moon – 3:45 (Paul Williams, Kenny Ascher)
2. I Believe in Love – 2:55 (Kenny Loggins, Alan Bergman, Marilyn Bergman)
3. Crippled Crow – 3:31 (Donna Weiss)
4. Finale: with One More Look at You/Watch Closely Now – 7:12 (Paul Williams, Kenny Ascher)
5. Reprise: Evergreen (Love Theme from A Star Is Born) – 1:46 (Barbra Streisand, Paul Williams)

## Formazione
Musicisti
- Barbra Streisand - voce (brani: A2, A3, A4, A6, B1, B2, B4 e B5)
- Kris Kristofferson - voce (brani: A1, A4, A5, B3 e B5)

The Speedway:
- Jerry McGee - chitarra
- Art Munson - chitarra
- Stephen Bruton - chitarra
- Booker T. Jones - tastiere
- Donnie Fritts - tastiere
- Mike Utley - tastiere
- Charles Owens - sassofono
- Bobby Shew - tromba
- Jack Redmond - trombone
- Terry Paul - basso
- Sammy Creason - batteria
- Dean Hagen - batteria

The Oreos:
- Clydie King - accompagnamento vocale, coro
- Venetta Fields - accompagnamento vocale, coro

Note aggiuntive
- Roger Kellaway - orchestrazione
- Kenny Ascher - orchestrazione
- Tom Scott - orchestrazione
- Jim Pankow - orchestrazione
- Ian Freebairn-Smith - orchestrazione
- Pat Williams - orchestrazione
- Barbra Streisand, Phil Ramone - produttori
- Phil Ramone - ingegnere del suono
- Phil Ramone - ingegnere al re-missaggio
- Tim Vicari - ingegnere del suono
- Dan Wallin - ingegnere del suono
- Paul Williams - supervisore musicale
- Jim Atherton - assistente tecnico del suono
- Stuart Taylor - assistente tecnico del suono
- Wray Smallwood - assistente tecnico del suono
- Aaron Baron - assistente tecnico del suono
- Andrew MacDonald - assistente tecnico del suono
- Frank Jones - assistente tecnico del suono
- Steven Brimmer - assistente tecnico del suono
- Jim Walker - assistente tecnico del suono
- Jim Boyer - assistente al re-missaggio